# 貝氏小褐鱈
貝氏小褐鱈，為輻鰭魚綱鱈形目稚鱈科的其中一種，分布於西印度洋12°16'N，53°08'E海域，深度可達380公尺，棲息在底中層水域，生活習性不明。

## 扩展阅读
維基物種上的相關：貝氏小褐鱈